# Alstremèria
Alstremèria és el nom català de les diverses espècies de plantes amb flor del gènere Alstroemeria. Clàssicament s'havia considerat aquest gènere com a membre de la família Liliaceae, però la moderna classificació filogenètica la posa en una família pròpia, l'Alstroemeriaceae. Originàries de l'Amèrica del Sud, hom les acostuma a anomenar Lliri dels Inques o Lliri del Perú, encara que les espècies són majoritàriament xilenes i brasileres. Les xilenes acostumen a créixer a l'hivern i les del Brasil ho fan a l'estiu. Totes són perennes, tret de l'A. graminea "Taltalia", una petita planta pròpia del desert d'Atacama (Xile). El gènere rebé el seu nom en homenatge al baró suec Clas Alströmer (Claus von Alstroemer 1736 - 1794), un amic de Linneu; les llavors d'aquestes plantes foren unes de les moltes que el baró collí en un viatge que va fer a Sud-amèrica el 1753. Qui primer descrigué científicament la planta fou el botànic francès Louis Feuillée, encara que la classificació s'atribueixi a Linneu.

## Morfologia
Aquestes plantes tenen un únic rizoma fi, o un grup de rizomes (la "corona"). Té unes arrels d'emmagatzematge d'aigua unides al rizoma per arrels principals, en una forma similar a les arrels de les dàlies. Les tiges aèries poden ser molt curtes en algunes espècies alpines dels Andes (uns pocs centímetres), o assolir el metre i mig en altres espècies. Anualment (o més sovint en alguns híbrids), les arrels produeixen fins a 80 nous brots per planta, cadascun acabat en una umbel·la d'unes 10 flors. Potser el tret morfològic més fascinant i revelador de les Alstroemeria i altres plantes cosines (les molt semblants Bomarea, de la mateixa família Alstroemeriaceae) sigui el fet que les fulles són resupinades, és a dir, que pivoten cent vuitanta graus sobre el seu eix, de manera que el que sembla la part superior de la fulla és, de fet, la inferior. Aquesta característica és també distintiva de les orquídies.
Les flors d'aquest gènere acostumen a ser molt vistoses. Els sis tèpals (tèpal indica tant els pètals com els sèpals quan uns i altres s'assemblen, com en les amaril·lis) són força similars. En algunes espècies dos tèpals són més grans i de colors ben cridaners, de manera que actuen com a reclams per a la pol·linització. L'ovari és inferior i les llavors són dures i arrodonides.

## Taxonomia

### Espècies
Dins del gènere Alstroemeria es reconeixen les 127 espècies següents:
- Alstroemeria achirae Muñoz-Schick & Brinck
- Alstroemeria albescens M.C.Assis
- Alstroemeria altoparadisea Ravenna
- Alstroemeria amabilis M.C.Assis
- Alstroemeria amazonica Ducke
- Alstroemeria andina Phil.
- Alstroemeria angustifolia Herb.
- Alstroemeria annapolina Ravenna
- Alstroemeria apertiflora Baker
- Alstroemeria aquidauanica Ravenna
- Alstroemeria arnicana Ravenna
- Alstroemeria aulica Ravenna
- Alstroemeria aurea Graham
- Alstroemeria bahiensis Ravenna
- Alstroemeria bakeri Pax
- Alstroemeria bilabiata Ravenna
- Alstroemeria brasiliensis Spreng.
- Alstroemeria burchellii Baker
- Alstroemeria cabralensis Ravenna
- Alstroemeria caiaponica Ravenna
- Alstroemeria calliantha M.C.Assis
- Alstroemeria cantillanica Ravenna
- Alstroemeria capixaba M.C.Assis
- Alstroemeria caryophyllaea Jacq.
- Alstroemeria chapadensis Hoehne
- Alstroemeria chorillensis Herb.
- Alstroemeria × chrysantha (Ehr.Bayer) J.M.Watson & A.R.Flores
- Alstroemeria citrina Phil.
- Alstroemeria crispata Phil.
- Alstroemeria cuiabana Ravenna
- Alstroemeria cultrifolia Ravenna
- Alstroemeria cunha Vell.
- Alstroemeria decora Ravenna
- Alstroemeria diluta Ehr.Bayer
- Alstroemeria discolor Ravenna
- Alstroemeria douradensis Ravenna
- Alstroemeria espigonensis Ravenna
- Alstroemeria esteparica Gl.Rojas
- Alstroemeria exserens Meyen
- Alstroemeria fiebrigiana Kraenzl.
- Alstroemeria foliosa Mart.
- Alstroemeria fuscovinosa Ravenna
- Alstroemeria garaventae Ehr.Bayer
- Alstroemeria gardneri Baker
- Alstroemeria glaucandra Ravenna
- Alstroemeria gouveiana Ravenna
- Alstroemeria graminea Phil.
- Alstroemeria hookeri Sweet
- Alstroemeria huemulina Ravenna
- Alstroemeria ibitipocae Ravenna
- Alstroemeria igarapavica Ravenna
- Alstroemeria inodora Herb.
- Alstroemeria isabelleana Herb.
- Alstroemeria itabiritensis Ravenna
- Alstroemeria itatiaica Ravenna
- Alstroemeria jocunda Ravenna
- Alstroemeria julieae M.C.Assis
- Alstroemeria kingii Phil.
- Alstroemeria lactilutea Ravenna & Brinck
- Alstroemeria landimana Ravenna
- Alstroemeria leporina Ehr.Bayer & Grau
- Alstroemeria ligtu L.
- Alstroemeria litterata Ravenna
- Alstroemeria longistaminea Mart.
- Alstroemeria longistyla Schenk
- Alstroemeria lutea Muñoz-Schick
- Alstroemeria magna Ravenna
- Alstroemeria magnifica Herb.
- Alstroemeria malmeana Kraenzl.
- Alstroemeria marticorenae Negritto & C.M.Baeza
- Alstroemeria modesta Phil.
- Alstroemeria mollensis Muñoz-Schick & Brinck
- Alstroemeria monantha Ravenna
- Alstroemeria monticola Mart.
- Alstroemeria nidularis Ravenna
- Alstroemeria nivea Ravenna
- Alstroemeria ochracea M.C.Assis
- Alstroemeria orchidioides Meerow, Tombolato & F.K.Mey.
- Alstroemeria oreas Schauer
- Alstroemeria pallida Graham
- Alstroemeria paraensis M.C.Assis
- Alstroemeria patagonica Phil.
- Alstroemeria paupercula Phil.
- Alstroemeria pelegrina L.
- Alstroemeria penduliflora M.C.Assis
- Alstroemeria philippii Baker
- Alstroemeria piauhyensis Gardner ex Baker
- Alstroemeria piperata A.R.Flores & J.M.Watson
- Alstroemeria plantaginea Mart.
- Alstroemeria poetica Ravenna
- Alstroemeria polpaicana Ravenna
- Alstroemeria polyphylla Phil.
- Alstroemeria presliana Herb.
- Alstroemeria pseudospathulata Ehr.Bayer
- Alstroemeria psittacina Lehm.
- Alstroemeria pubiflora Ravenna
- Alstroemeria pudica Ravenna
- Alstroemeria pulchra Sims
- Alstroemeria punctata Ravenna
- Alstroemeria pygmaea Herb.
- Alstroemeria radula Dusén
- Alstroemeria recumbens Herb.
- Alstroemeria revoluta Ruiz & Pav.
- Alstroemeria ribeirensis Ravenna
- Alstroemeria roseoviridis Ravenna
- Alstroemeria rupestris M.C.Assis
- Alstroemeria sabulosa Ravenna
- Alstroemeria schizanthoides Grau
- Alstroemeria sellowiana Seub.
- Alstroemeria spathulata C.Presl
- Alstroemeria speciosa M.C.Assis
- Alstroemeria spectabilis Ravenna
- Alstroemeria stenopetala Seub.
- Alstroemeria stenophylla M.C.Assis
- Alstroemeria stramonia M.C.Assis & Mello-Silva
- Alstroemeria talcaensis Ravenna
- Alstroemeria timida Ravenna
- Alstroemeria tombolatoana M.C.Assis
- Alstroemeria traudliae J.M.Watson & A.R.Flores
- Alstroemeria umbellata Meyen
- Alstroemeria variegata M.C.Assis
- Alstroemeria versicolor Ruiz & Pav.
- Alstroemeria virginalis Ravenna & Brinck
- Alstroemeria viridiflora Warm.
- Alstroemeria werdermannii Ehr.Bayer
- Alstroemeria xavantinensis Ravenna
- Alstroemeria yaelae Ravenna
- Alstroemeria zoellneri Ehr.Bayer